# ماري غوغ بوشولين
ماري غوغ بوشولين (1826-1899) هي رائدة في حركة حقوق المرأة وحركة السلام النسائية في سويسرا. ولُقبت بأول نسوية في سويسرا، وأسست رابطة النساء الدولية (آي أي دبليو) في عام 1868 وهي أول منظمة نسائية في سويسرا وأول منظمة نسائية دولية. كانت شخصية بارزة ومحورية في النشاط الأوروبي لحقوق النساء في المساواة والتعليم الجيد.

## الحياة
ولدت ماري غوغ بوشولين في جنيف. عملت في متجر والدها الذي كان صانع ساعات بعد أن أنهت تعليمها الابتدائي. وتزوجت في عام 1845 وتطلقت في عام 1856. ثم تزوجت مرة ثانية من الثوري الألماني المنفي أماند غوغ، وعاشت معه في لندن لفترة قبل أن تعود إلى سويسرا. انفصل الزوجان في عام 1874 لكنهما لم يتطلقا.
حضرت في عام 1867 مؤتمر الرابطة الدولية للحرية والسلام (آي إل بي إف) المؤسسة حديثا في جنيف، وشعرت بخيبة أمل لقلة مشاركة النساء فيه، فأسست رابطة النساء الدولية (آي أي دبليو) في العام التالي. ألقت خطابا في مؤتمر الرابطة الدولية للحرية والسلام في بيرن في عام 1868، وعُقد الاجتماع الأول لرابطة النساء الدولية خلال المؤتمر نفسه، وتلاه المؤتمر الأول في عام 1870.
كان ذلك أول تعاون دولي لمجموعات حقوق المرأة، والذي سبق استحداث المجلس الدولي للمرأة في عام 1888، وتوحيد المجموعات التي عملت من أجل وصول المرأة إلى التعليم، والوصول إلى الشأن العام وإلغاء الدعارة المنظمة.
اتحدت رابطة النساء الدولية مباشرة بالرابطة الدولية للحرية والسلام التي جعلت حقوق المرأة من مطالبها. أعلنت ماري غوغ بوشولين أن مشاركة المرأة في الشأن العام هو أمر أساسي لهدف السلام المتعلق بالرابطة الدولية للحرية والسلام، والذي كان تصريحا ناجحا، كما دعمت حق النساء في التصويت.
ساءت سمعة (آي أي دبليو) في عام 1871 بسبب انخراطها في كومونة باريس، وتخلت ماري غوغ بوشولين عن تورطها فيها، وركزت بعد ذلك على حقوق المرأة ضمن سويسرا بالتحديد. وأسست في عام 1872 رابطة الدفاع عن حقوق المرأة (سوليداريتي)، حيث عملت بجانب جولي فون ماري (فون رو) وهي رائدة أخرى في حركة حقوق المرأة السويسرية.
مُنحت النساء الإذن بالدخول إلى جامعة جنيف في عام 1872 بعد الحملة التي بدأتها غوغ -بوشولين. وتولت رئاسة منظمة سوليداريتي بين عامي 1875 و1880، وشاركت في حملة إصلاح القانون المدني. حُلت سوليداريتي في عام 1880، وانتُخبت في عام 1886 لعضوية مجلس إدارة الاتحاد الدولي لإلغاء عقوبة الإعدام. وانتُخبت في عام 1891 نائبة رئيس الاتحاد النسائي في جنيف.